# Eisenbahnunfall von Penukonda
Bei dem Eisenbahnunfall von Penukonda fuhr im Bahnhof von Penukonda im indischen Bundesstaat Andhra Pradesh am 22. Mai 2012 ein Personenzug auf einen dort stehenden Güterzug auf. 25 Menschen starben.

## Ausgangslage
Im Bahnhof von Penukonda stand ein Güterzug, der auf die Ausfahrt wartete. Gegen 3:15 Uhr morgens näherte sich dem Bahnhof auf der Bahnstrecke Gooty–Yelahanka der South Western Railway, einer Teileinheit der Indian Railways, der Hampi Express, der von Guntakal nach Bangalore unterwegs und noch ca. 150 km von seinem Zielbahnhof entfernt war. Das Einfahrsignal des Bahnhofs zeigte für den Zug „Halt“, war aber nicht mit einer Zugbeeinflussung ausgerüstet.

## Unfallhergang
Der Hampi Express überfuhr das „Halt“ zeigende Einfahrsignal, das vom Lokomotivführer und seinem Beimann aus ungeklärter Ursache nicht wahrgenommen wurde. Als sie sahen, dass sie auf den Zugschluss des Güterzugs zufuhren, lösten sie noch eine Schnellbremsung aus und sprangen von der Lokomotive. Beide überlebten verletzt. Der verbliebene Bremsweg reichte allerdings nicht mehr aus, den Zug vor dem Zusammenstoß anzuhalten. Er prallte auf den Zugschluss des Güterzugs auf. Dabei kletterte die Lokomotive auf den Schlusswagen des Güterzugs auf und die vier folgenden Wagen entgleisten, ein gemischter Personen- und Gepäckwagen, zwei Sitz- und ein Schlafwagen. Im Gepäckbereich brach Feuer aus. Hier verbrannten 16 Menschen. Der dritte Wagen fuhr auf den zweiten auf und zerquetschte ihn teilweise unter sich.

## Folgen
Bei diesem Eisenbahnunfall starben insgesamt 25 Menschen, mehr als 100 weitere wurden verletzt.  Viele Opfer stammten aus Bellary, Hubli und Hospet in Karnataka, Arbeiter auf dem Weg nach Bangalore. 17 Frauen starben in einem für Frauen reservierten Wagen, der am meisten beschädigt wurde. Ein Hilfszug aus Bangalore wurde für die Rettungsarbeiten an die Unfallstelle gefahren.